# Grizodubova Patera
La Grizodubova Patera è una struttura geologica della superficie di Venere.